# やっぱり雨は降るんだね
『やっぱり雨は降るんだね』（やっぱりあめはふるんだね）は、2020年2月19日に、日本の音楽ユニットツユがリリースした1枚目のフルアルバム。発売元はTUYU。

## 概要
ツユ初のCD作品で、初の全国流通盤でもある。
ジャケットはツユの各楽曲のミュージック・ビデオのイラストを手がけているおむたつがデザインした。
全国流通盤だが、タワーレコードとアニメイトのみでの販売である。
2020年3月12日に各配信サービスにて本アルバムが配信された。

## チャート成績
『やっぱり雨は降るんだね』はオリコンチャートの2020年2月18日付のデイリーアルバムランキングで8位を、2020年3月2日付の週間アルバムランキングで16位を記録し、Billboard JAPANの「Hot Albums」で週間41位を、「Top Albums Sales」で週間25位を記録した。

## 店舗特典
タワーレコードとアニメイトでの店舗特典は以下の通り。
- タワーレコード
  - クリアファイル（3種からランダム1種）
- アニメイト
  - アコースティックアレンジCD
    - 収録曲

    1. やっぱり雨は降るんだね acoustic arrange ver.
    2. くらべられっ子 acoustic arrange ver.

## 収録曲
全曲作詞作曲編曲 - ぷす
1. やっぱり雨は降るんだね
ツユの処女作にして、本アルバムのリード曲。
アルバム名はこの楽曲の名前から取られた。
2. 夏浅し
ギターインスト曲。
3. 風薫る空の下
ツユとして2作目に公開された楽曲。
4. アサガオの散る頃に
ぷすが2015年に発表したボーカロイド楽曲のセルフカバーバージョン。
ツユとしては3作目の楽曲。
5. ひとりぼっちと未来
ツユのTwitterにて発売前に少しだけ音源が公開されていた[11]。
6. あの世行きのバスに乗ってさらば
ツユとしては5作目の楽曲。
7. 太陽になれるかな
アルバム発売後の2020年2月28日にYouTubeでMVが公開された[12]。
歌詞の一部が礼衣によって変えられた[13]。
8. 羨望
ギターインスト曲。
9. くらべられっ子
ツユとしては4作目の楽曲。
2020年6月1日に「くらべられっ子 (TUYU Remix)」としてリアレンジバージョンが配信リリースされた。
10. ロックな君とはお別れだ
ツユとしては6作目の楽曲。
朝日放送の番組『GAKUON!』で「JOYSOUNDおすすめ『いま歌うべき曲』」に選ばれた[14]。
11. ナミカレ
タイトルはアルバム全曲トレーラー動画にて初公開された[15]。
アルバム発売後の3月31日にミュージック・ビデオが公開された[16]。

## 参加ミュージシャン
ツユ
- ぷす - Guitars
- 礼衣 - Vocal

Additional Musicians
- miro - Piano (#7)